# Ariane Ehrat
Ariane Ehrat (Sciaffusa, 17 febbraio 1961) è un'ex sciatrice alpina svizzera.

## Biografia
Specialista delle prove veloci, Ariane Ehrat fece parte della forte nazionale svizzera che negli anni 1980 dominò il Circo bianco; ottenne il primo risultato di rilievo in Coppa del Mondo il 14 dicembre 1979 sulle nevi di Limone Piemonte giungendo 13ª in combinata. Ai Mondiali di Schladming 1982 si piazzò 14ª nella discesa libera e il 5 febbraio 1983 conquistò il primo podio in Coppa del Mondo, 3ª nella discesa libera disputata a Sarajevo dietro alla connazionale Maria Walliser e all'austriaca Elisabeth Kirchler. Sullo stesso tracciato l'anno seguente partecipò ai XIV Giochi olimpici invernali di Sarajevo 1984, sua unica presenza olimpica, classificandosi 4ª nella discesa libera vinta dalla sua compagna di squadra Michela Figini; in precedenza, il 7 dicembre a Val-d'Isère, aveva ottenuto sempre in discesa libera il suo miglior piazzamento in Coppa del Mondo (2ª).
Il 9 gennaio 1985 a Bad Kleinkirchheim in Austria ottenne il terzo e ultimo podio in Coppa del Mondo, il 3º posto alle spalle delle compagne di squadra Figini e Brigitte Oertli; un mese più tardi ai Mondiali di Bormio 1985 si aggiudicò la medaglia d'argento nella discesa libera, vinta ancora dalla Figini, e l'8 marzo 1986 ottenne l'ultimo piazzamento della sua attività agonistica, il 10º posto nella discesa libera di Coppa del Mondo disputata a Sunshine in Canada.

## Palmarès

### Mondiali
- 1 medaglia:
  - 1 argento (discesa libera a Bormio 1985)

### Coppa del Mondo
- Miglior piazzamento in classifica generale: 22ª nel 1984
- 3 podi (tutti in discesa libera):
  - 1 secondo posto
  - 2 terzi posti